# Paso de los Toros
Paso de los Toros es una ciudad uruguaya perteneciente al departamento de Tacuarembó. Actualmente es la segunda ciudad con mayor población en el departamento, luego de la ciudad de Tacuarembó, y es sede del municipio homónimo.

## Ubicación
La ciudad se encuentra situada en la zona suroeste del departamento de Tacuarembó, sobre el margen norte del río Negro, y junto al cruce de la ruta 5 sobre dicho río.

## Historia

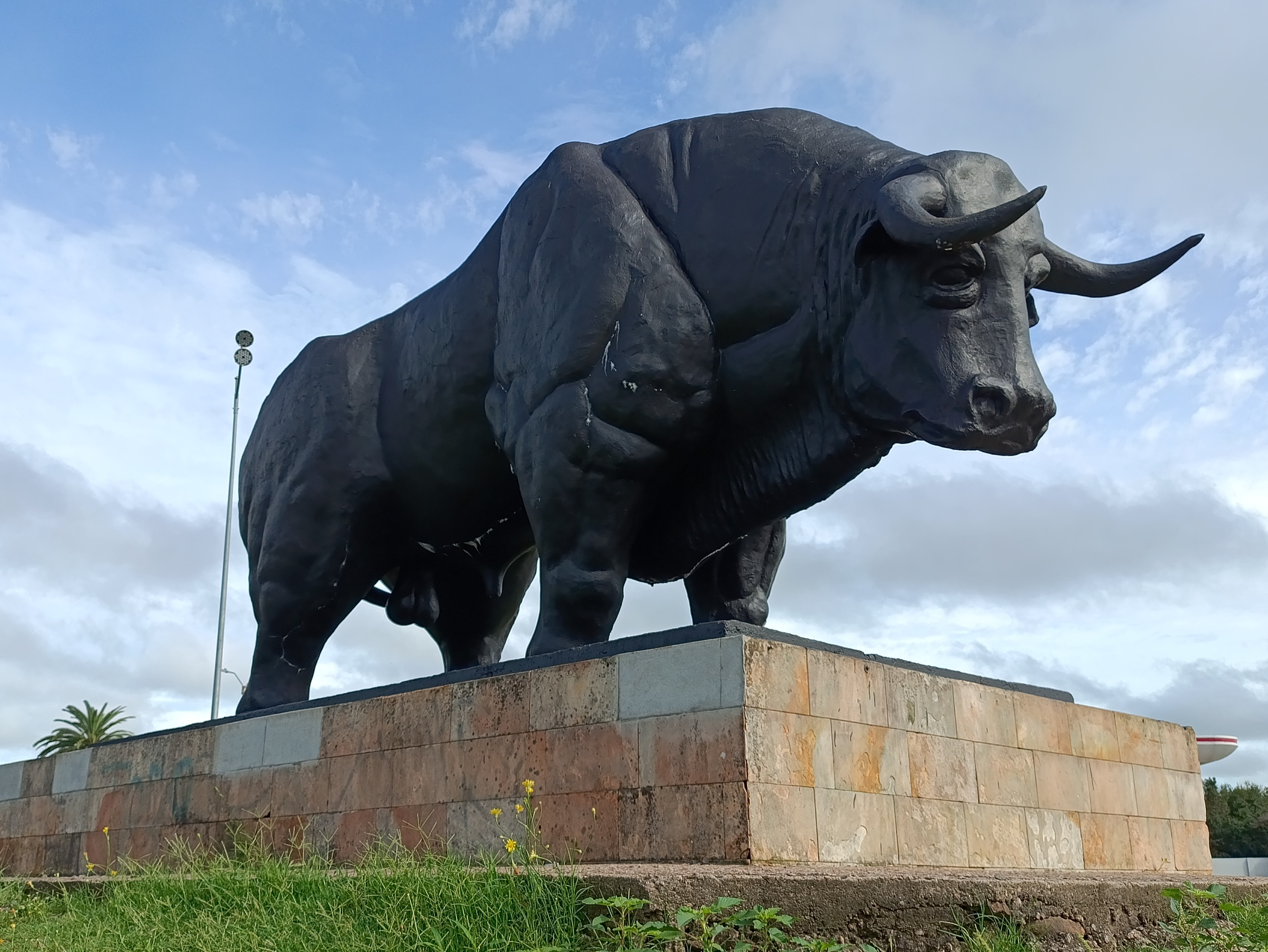
Escultura del Toro, ubicada en la entrada sur de la ciudad.

Paso de los Toros, ubicada sobre la margen norte del río Negro, debe inicialmente su origen a su calidad de paso obligado para cruzar dicho río. El tránsito desde una ribera a otra se realizaba por medio de un vado conocido como Paso General de los Toros (y posteriormente como Paso de los Toros), lugar donde los baquianos eran conocidos como hombres toros por su fuerza y valor al ayudar a las carretas y a las tropas a cruzar el río.
Tras la muerte de Antonio Guerrero, su hijo Juan Guerrero vendió los terrenos del vado a Ángel Bálsamo en 1802 (quién instaló una pulpería y un abasto), el cual posteriormente heredó su propiedad a su hijo Eufrasio Bálsamo junto con la esposa de este, Isabel Rosas. En 1865 los herederos de Eufrasio Bálsamo e Isabel Rosas destinaron 340 cuadras para la ampliación de la localidad a Enrique Pachiotti y Herminio Areco. También iniciaron las gestiones para designar al pueblo como Santa Isabel, en homenaje a Isabel Rosas.
La primera instancia para formalizar la fundación de Santa Isabel o Paso de los Toros ocurrió cuando el senador Ricardo Areco (hermano de Herminio Areco) presentó un proyecto de ley para declarar oficialmente como pueblo, y bajo el nombre de Santa Isabel, a la localidad actual, aunque finalmente dicho proyecto quedó archivado. Este proyecto resurgió durante el gobierno de José Batlle y Ordóñez, por medio de los diputados del Departamento de Tacuarembó Carlos Roxlo, Luis Bonasso y Antonio María Rodríguez, quienes lograron el 17 de julio de 1903, mediante la ley N.º 2.854, que la localidad fuese declarada por parte del Parlamento del Uruguay como pueblo bajo el nombre de Santa Isabel.

(...) declárase oficialmente pueblo, con la denominación de Santa Isabel, la agrupación de casas situadas en el margen derecho del río Negro, paraje también conocido con el nombre de Paso de los Toros, la 10ª sección judicial de Tacuarembó.
Ley N.º 2.854

Por medio del proyecto de ley emitido por los diputados del departamento de Tacuarembó Celiar Ortiz y Mario Menéndez, el pueblo de Santa Isabel fue promovido a la categoría de villa por parte del Parlamento del Uruguay, el 20 de noviembre de 1929, a través de la ley N.º 8.523. Esta acción legal también le readjudicó a la localidad el nombre de Paso de los Toros. Posteriormente, el 1 de julio de 1953, la localidad logró la categoría de ciudad, mediante la ley N.º 11.962.
Por medio de un proyecto de ley emitido por el representante del departamento de Tacuarembó, Julio Cardozo, se declaró feriado el 17 de julio de 2003, con motivo del centenario de la fundación de Santa Isabel o Paso de los Toros.

## Inundaciones de 1959

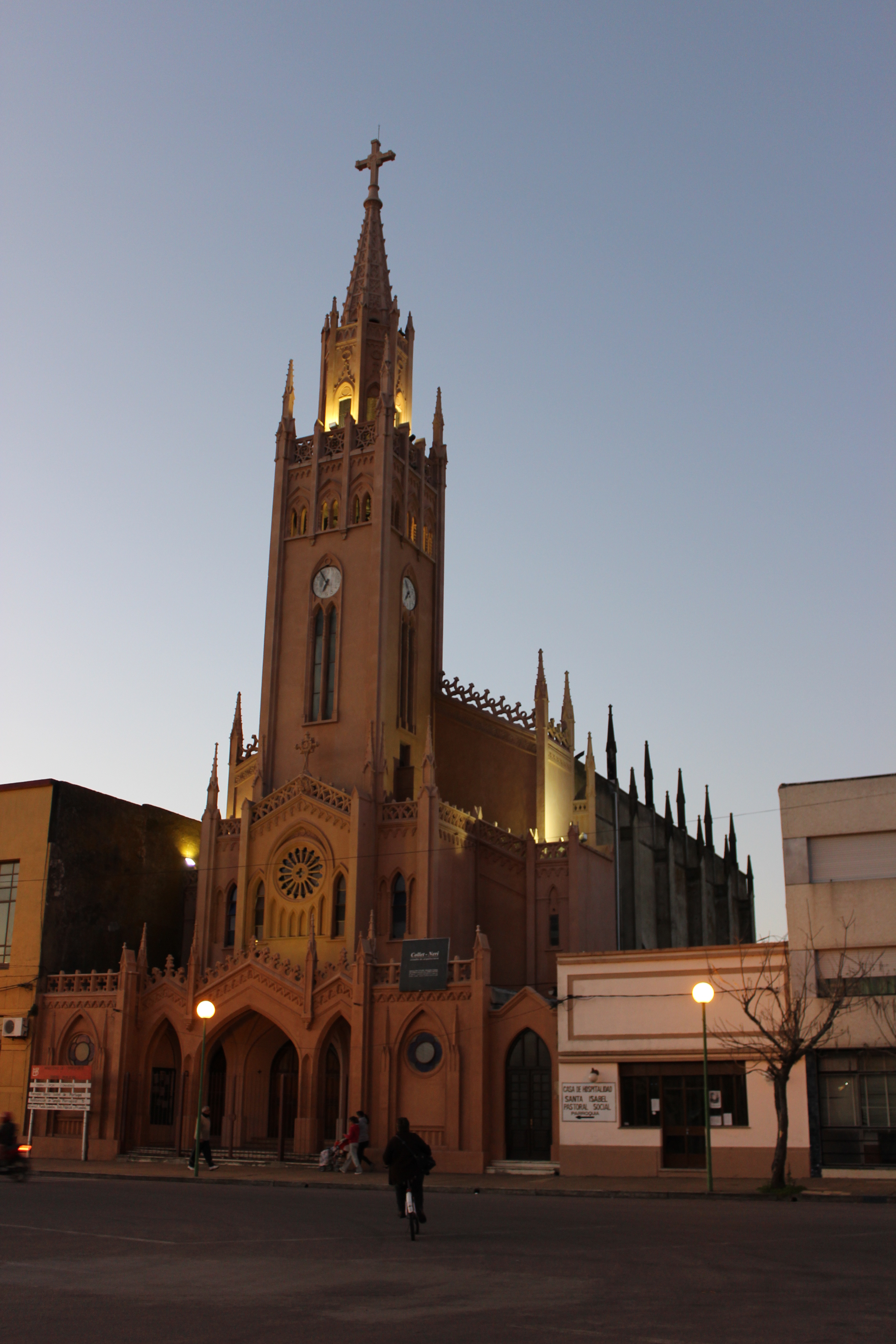
Iglesia Santa Isabel

En abril de 1959 la ciudad sufrió una importante inundación. Las lluvias afectaron a todo el país, pero fundamentalmente a la represa Gabriel Terra, ubicada a pocos kilómetros de la ciudad, que fue sobrepasada por las aguas y quedó fuera de servicio. El lago artificial de Rincón del Bonete creció a un ritmo descontrolado, pese a la urgente apertura de las compuertas para disminuir la presión. Para evitar que el desborde de la central hidroeléctrica anegara las turbinas generadoras de electricidad (y una eventual rotura del dique) se resolvió dinamitar un terraplén de contención de aguas. La medida implicó la evacuación urgente de todos los pobladores de la ciudad y zonas vecinas, en total unas 10 000 personas.
El viernes 17 de abril tropas del ejército recorrieron la ciudad casa por casa intimando el abandono urgente por sus pobladores, que fueron concentrados en la estación de ferrocarril, llevando los enseres más elementales (una valija por persona). La población fue evacuada hacia diversos puntos del sur del país, o bien hacia el norte, en un improvisado campamento en la estación Chamberlain, distante 16 km. Cinco mil personas emigraron a Montevideo y otras fueron alojadas en estancias de la zona.
El terraplén cercano a la represa fue volado, pero no se pudo evitar el desborde del dique. Las aguas, no solo sobrepasaron el dique, sino que inundaron la sala de turbinas y generadores y dejaron a las ciudades de Paso de los Toros y Mercedes parcialmente cubiertas. A finales de abril la población comenzó a emprender el regreso a casa, previa vacunación contra el tifus. El panorama era desolador: casas arruinadas, animales sueltos o muertos en las calles, o muebles encima de los árboles.

## Clima
| Parámetros climáticos promedio de Paso de los Toros             | Parámetros climáticos promedio de Paso de los Toros | Parámetros climáticos promedio de Paso de los Toros | Parámetros climáticos promedio de Paso de los Toros | Parámetros climáticos promedio de Paso de los Toros | Parámetros climáticos promedio de Paso de los Toros | Parámetros climáticos promedio de Paso de los Toros | Parámetros climáticos promedio de Paso de los Toros | Parámetros climáticos promedio de Paso de los Toros | Parámetros climáticos promedio de Paso de los Toros | Parámetros climáticos promedio de Paso de los Toros | Parámetros climáticos promedio de Paso de los Toros | Parámetros climáticos promedio de Paso de los Toros | Parámetros climáticos promedio de Paso de los Toros |
| Mes                                                             | Ene.                                                | Feb.                                                | Mar.                                                | Abr.                                                | May.                                                | Jun.                                                | Jul.                                                | Ago.                                                | Sep.                                                | Oct.                                                | Nov.                                                | Dic.                                                | Anual                                               |
| --------------------------------------------------------------- | --------------------------------------------------- | --------------------------------------------------- | --------------------------------------------------- | --------------------------------------------------- | --------------------------------------------------- | --------------------------------------------------- | --------------------------------------------------- | --------------------------------------------------- | --------------------------------------------------- | --------------------------------------------------- | --------------------------------------------------- | --------------------------------------------------- | --------------------------------------------------- |
| Temp. máx. abs. (°C)                                            | 42.8                                                | 41.0                                                | 38.6                                                | 36.0                                                | 32.3                                                | 28.8                                                | 30.3                                                | 33.2                                                | 35.5                                                | 36.0                                                | 39.5                                                | 40.9                                                | 42.8                                                |
| Temp. máx. media (°C)                                           | 30.9                                                | 29.4                                                | 27.2                                                | 23.3                                                | 19.8                                                | 16.4                                                | 16.2                                                | 17.7                                                | 19.8                                                | 22.8                                                | 25.8                                                | 29.1                                                | 23.2                                                |
| Temp. media (°C)                                                | 24.6                                                | 23.7                                                | 21.6                                                | 17.7                                                | 14.6                                                | 11.5                                                | 11.4                                                | 12.5                                                | 14.3                                                | 17.3                                                | 20.0                                                | 23.0                                                | 17.7                                                |
| Temp. mín. media (°C)                                           | 18.8                                                | 18.4                                                | 16.5                                                | 12.7                                                | 9.9                                                 | 7.0                                                 | 7.2                                                 | 7.8                                                 | 9.3                                                 | 12.1                                                | 14.5                                                | 17.2                                                | 12.6                                                |
| Temp. mín. abs. (°C)                                            | 7.6                                                 | 4.0                                                 | 4.6                                                 | 1.4                                                 | −1.7                                                | −5.0                                                | −5.0                                                | −3.3                                                | −1.6                                                | 0.4                                                 | 3.2                                                 | 6.3                                                 | −5.0                                                |
| Precipitación total (mm)                                        | 121                                                 | 124                                                 | 125                                                 | 102                                                 | 103                                                 | 98                                                  | 112                                                 | 90                                                  | 97                                                  | 110                                                 | 108                                                 | 97                                                  | 1287                                                |
| Días de precipitaciones (≥ 1.0 mm)                              | 6                                                   | 7                                                   | 6                                                   | 6                                                   | 6                                                   | 6                                                   | 7                                                   | 6                                                   | 6                                                   | 7                                                   | 6                                                   | 6                                                   | 75                                                  |
| Horas de sol                                                    | 288.0                                               | 213.8                                               | 227.6                                               | 187.5                                               | 166.1                                               | 127.4                                               | 144.0                                               | 169.0                                               | 181.3                                               | 224.5                                               | 239.8                                               | 287.2                                               | 2456.2                                              |
| Humedad relativa (%)                                            | 65                                                  | 70                                                  | 73                                                  | 77                                                  | 80                                                  | 82                                                  | 82                                                  | 78                                                  | 76                                                  | 73                                                  | 70                                                  | 65                                                  | 74                                                  |
| Fuente: Dirección Nacional de Meteorología (extremes 1937–1994) |                                                     |                                                     |                                                     |                                                     |                                                     |                                                     |                                                     |                                                     |                                                     |                                                     |                                                     |                                                     |                                                     |

## Población
En 2023, Paso de los Toros tenía una población de 14.210 habitantes, lo que la convierte en la segunda ciudad más poblada del departamento, después de la capital, Tacuarembó.
| Año  | Población |
| ---- | --------- |
| 1908 | 4963      |
| 1963 | 11 359    |
| 1975 | 13 032    |
| 1985 | 13 026    |
| 1996 | 13 315    |
| 2004 | 13 231    |
| 2011 | 12 985    |
| 2023 | 14 210    |

## Servicios

### Seguridad
El mantenimiento del orden público y la prevención de los delitos en la ciudad están a cargo de la seccional policial 3.ª dependiente de la Jefatura de Policía de Tacuarembó y del destacamento Rincón del Bonete dependiente de la Prefectura del Puerto de Mercedes.

### Salud
El servicio de salud público es brindado por el Hospital Dr. Rubén Curi a cargo de ASSE, el cual es un centro del segundo nivel de atención.

### Educación
Nivel secundario
La ciudad cuenta con dos liceos públicos, dependientes del Consejo de Educación Secundaria, ellos son:
- Liceo Nº 1: inaugurado el 2 de abril de 1932 como liceo popular. En sus comienzos funcionó en el local de la escuela de varones N.º 5 (actualmente escuela N.º 109), hasta que en 1962 fue inaugurado su actual local en la calle Aparicio Saravia.
- Liceo Nº 2: inaugurado en 1997, comenzó a funcionar en el local anexo a la Capilla del Carmen para más tarde, en 1999 pasar a ocupar su local definitivo en la calle Santín Carlos Rossi.

Y un liceo privado:
- Liceo Santa Isabel: ubicado en calle Adelaida Puyol.

## Perspectivas de futuro
A inicios de la década de 2020 comienzan las obras de infraestructura en el marco del megaproyecto de UPM 2, una inversión que concita elogios y críticas por igual.